# Jałowiec sabiński

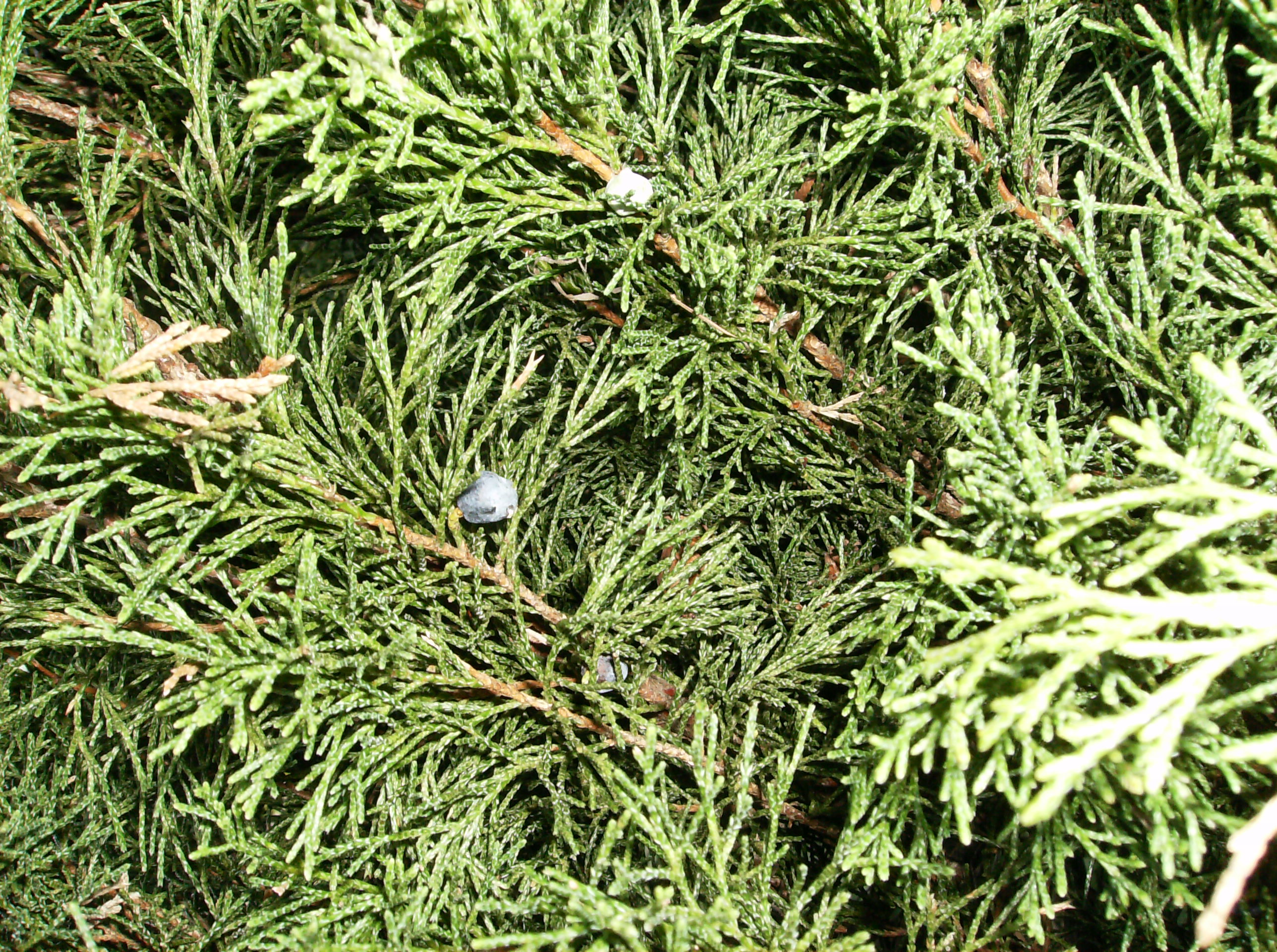
Jałowiec sabiński

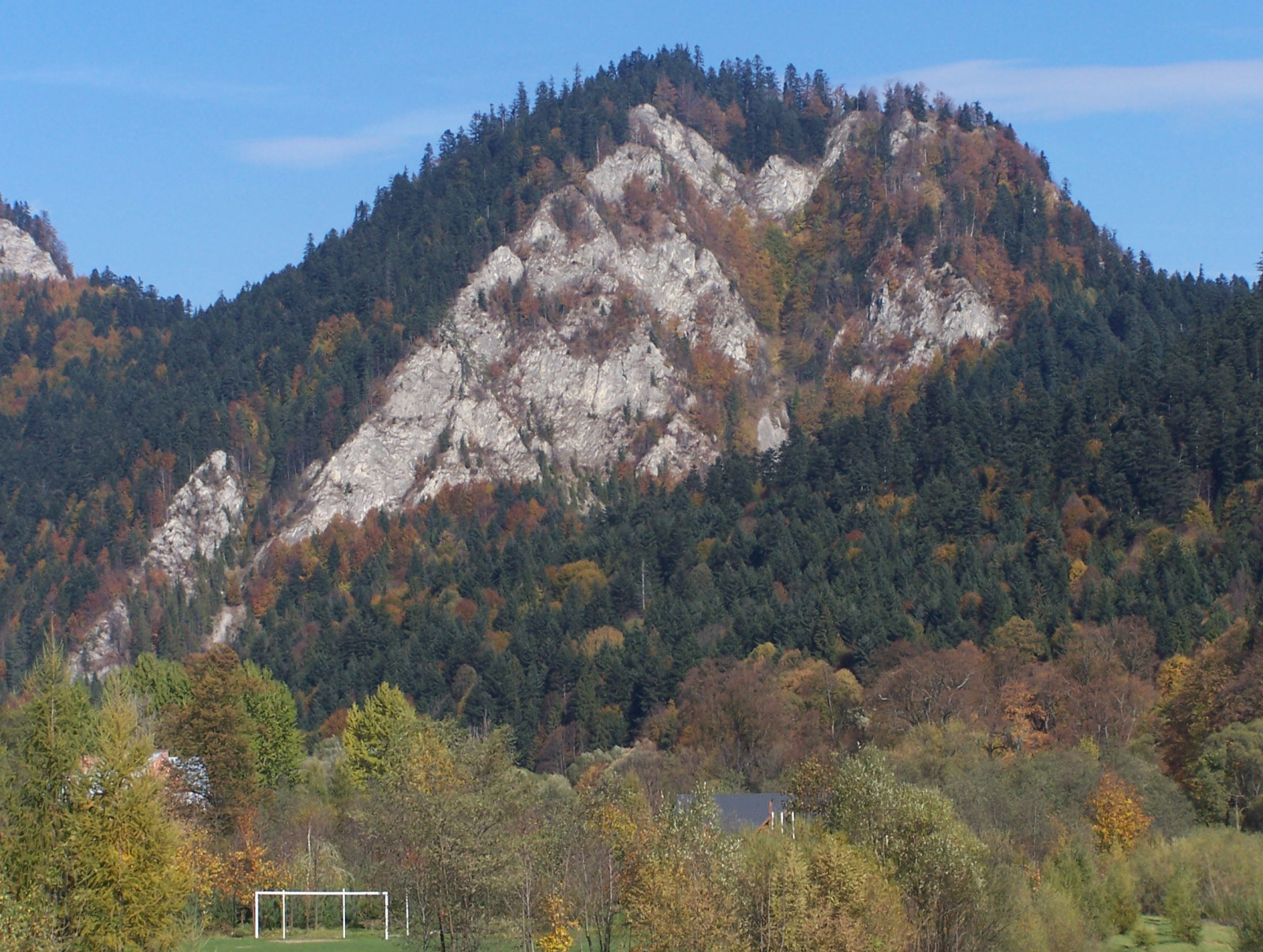
Skały Facimiecha z naturalnymi stanowiskami jałowca sabińskiego

Jałowiec sabiński, jałowiec sawina, jałowiec Sawina (Juniperus sabina L.) – gatunek krzewu iglastego należący do rodziny cyprysowatych. Znany też pod nazwą jałowiec sabina. Rośnie na obszarach górskich w Eurazji. Zawiera trujący sabinol o nieprzyjemnym zapachu wyczuwalnym po roztarciu gałązek. Często jest uprawiany jako roślina ozdobna.

## Rozmieszczenie geograficzne
Jego ojczyzną są góry południowej Europy oraz Azji Mniejszej, Azji Środkowej i Kaukazu, a także Afryka Północna. 
W Polsce roślina bardzo rzadka na naturalnych stanowiskach, jej występowanie ograniczone jest tylko do Pienin. Ma tu rangę reliktu geograficznego – są tu jej jedyne stanowiska w Karpatach Zachodnich. Najbliższe izolowane stanowisko tego jałowca stwierdzono na Ukrainie Zakarpackiej, a większe skupiska – dopiero w Siedmiogrodzie. W Pieninach gatunek rósł na czterech stanowiskach: na Facimiechu, Głowie Cukru, Sokolicy i Bystrzyku. W 2008 jego potwierdzone stanowiska znajdowały się tylko w Pieninach Centralnych: na skałach Facimiecha, Głowy Cukru i Piecków.

## Morfologia
PokrójPłożący się nisko po ziemi, silnie rozrastający się wszerz krzew. Pędy niemal okrągłe na przekroju (wałeczkowate), rozgałęzione miotełkowato.
LiścieUlistnienie naprzeciwległe. Liście łuskowate trójkątnie-jajowate, przylegające do gałązek, tępe. Mają długość 1–3 mm i zachodzą na siebie dachówkowato. Liście igiełkowate tylko na młodych pędach, osiągają do 4 mm długości.
SzyszkiWykształcają się jako szyszkojagody. Zawierają dwa nasiona. Wyrastają na haczykowato zagiętej szypułce, dojrzałe są czarne.

## Biologia i ekologia
Krzew, nanofanerofit. W Polsce występuje jako relikt trzeciorzędowy. Rośnie w szczelinach skał wapiennych na nasłonecznionych, trudno dostępnych, południowych stokach. Szyszkojagody dojrzewają w drugim roku. Największą zdolność kiełkowania (46%) uzyskują po ciepło-chłodnej stratyfikacji (15/3 °C) i podsuszeniu. Charakterystyczny dla jałowca sabińskiego jest silny i nieprzyjemny zapach spowodowany obecnością sabinolu. Liczba chromosomów 2n = 22.
Jest żywicielem nagoci sawinowej, wywołującego rdzę gruszy. Choroba ta powoduje pomarańczowe przebarwienia, narośla i przedwczesną utratę liści na gruszach. Grzyb – sprawca choroby, potrzebuje do swego rozwoju dwu żywicieli. Oprócz gruszy jest to w Europie Środkowej głównie jałowiec sabiński. Zakażeń gruszy dokonują zarodniki wytwarzane wiosną na porażonych pędach jałowca. Zarodniki patogena z jałowców przenoszone są na odległość nawet kilkuset metrów. W celu ograniczenia występowania tej choroby należy wycinać porażone pędy, karczować i palić zakażone krzewy jałowca, unikać sąsiedztwa gruszy i jałowca. Zapobieganie rdzy gruszy to przede wszystkim unikanie sadzenia w pobliżu grusz jałowca sabińskiego, który jest żywicielem pośrednim patogenu powodującego chorobę oraz opryski fungicydami. Na terenie ogrodów działkowych jest to ciężkie do wykonania.
Cała roślina jest bardzo silnie trująca. Powoduje mdłości, pobudzenie, zaburzenia rytmu serca, duszności, skurcze macicy i paraliż układu nerwowego. Już 6 kropli olejku z tego jałowca uważane jest za dawkę śmiertelną.

## Zastosowanie
- Jest uprawiany jako roślina ozdobna w ogródkach i parkach. Nadaje się do ogrodów skalnych, na murki, w trawnikach. Jest bardzo wytrzymały na niekorzystne warunki środowiska. Typowy gatunek rośnie bardzo silnie i szybko, osiągając wysokość do 1 m i kilka metrów średnicy. Istnieją odmiany wolniej rosnące i mniejsze.
- Dawniej używany był jako roślina lecznicza, głównie do wykonywania maści rozgrzewających skórę oraz w celach poronnych, co niejednokrotnie spowodowało śmierć kobiety[13].
- Niektóre kultywary:
  - 'Blaue Donau' – igły zielononiebieskie. Niski krzew o szybkim wzroście, osiągający wysokość ok. 0,5 m i szerokość 1,5 m.
  - 'Glauca' – igły i łuski niebieskozielone, zimą rudziejące. Ma rozłożysty pokrój i szybko rośnie.
  - 'Variegata' – końce niektórych pędów ma przebarwione na biało. Rośnie słabiej od typowego gatunku.
  - 'Tamariscifolia' – ma szarozielone zabarwienie i słabszy wzrost. Starsze okazy osiągają do 1 m wysokości. Ich gałęzie dachówkowato zachodzą na siebie.

## Zagrożenia i ochrona
Powszechne w medycynie ludowej przekonanie o jego leczniczych właściwościach doprowadziło do prawie całkowitego wytępienia w obrębie Pienin.
Kategorie zagrożenia gatunku:
- Kategoria zagrożenia na świecie według Czerwonej Księgi Gatunków Zagrożonych: LC (niższego ryzyka}
- Kategoria zagrożenia w Polsce według Czerwonej listy roślin i grzybów Polski (2006)[14]: R (rzadki); 2016: EN (zagrożony)[15].
- Kategoria zagrożenia w Polsce według Polskiej Czerwonej Księgi Roślin (2001): VU (vulnerable, narażony); 2014: EN (zagrożony)[16].

Wszystkie stanowiska tego jałowca znajdują się w trudno dostępnych miejscach na obszarze ochrony ścisłej Pienińskiego Parku Narodowego, gatunek ten objęty jest też specjalną troską tego parku. Z naturalnych jego populacji wyhodowano okazy, które rosną w skalnych ogródkach przy Pawilonach Pienińskiego Parku Narodowego oraz Instytutu Dendrologii PAN w Kórniku.